# Antonia judiciaria
Antonia judiciaria va ser una llei aprovada per rogatio del cònsol Marc Antoni, col·lega de Juli Cèsar, l'any 709 de la fundació de Roma, (44 aC) que establia la formació d'una quarta decuria de jutges formada pels centurions, antesignans, alaudes i manipularis, per jutjar algunes causes lleus.